# Monique van der Leeová
Monique van der Lee (* 7. listopadu 1973 Heerhugowaard, Nizozemsko) je bývalá reprezentantka Nizozemska v judu.

## Sportovní kariéra
Reprezentací prošla od žákovských kategorií. Na pozici reprezentační jedničky v nizozemské reprezentaci jí pomohlo vážné zranění její největší rivalky Serieseové. V roce 1992 před ní dostala přednost v nominaci na olympijské hry v Barceloně, ale svojí roli nezvládla. Vypadla v prvním kole s Ruskou Gundarenko. Vrcholovou kariéru ukončila předčasně po prohrané nominaci na olympijské hry v Atlantě.

## Výsledky

### Váhové kategorie
| Turnaj             | 1987       | 1988       | 1989       | 1990       | 1991       | 1992       | 1993       | 1994       | 1995       | 1996       |
| Turnaj             | 14         | 15         | 16         | 17         | 18         | 19         | 20         | 21         | 22         | 23         |
| Turnaj             | těžká váha | těžká váha | těžká váha | těžká váha | těžká váha | těžká váha | těžká váha | těžká váha | těžká váha | těžká váha |
| ------------------ | ---------- | ---------- | ---------- | ---------- | ---------- | ---------- | ---------- | ---------- | ---------- | ---------- |
| Olympijské hry     |            |            |            |            |            | úč.        |            |            |            | —          |
| Mistrovství světa  | —          |            | —          |            | 3.         |            | 3.         |            | —          |            |
| Mistrovství Evropy | —          | —          | —          | 3.         | —          | 3.         | 1.         | —          | 3.         | —          |
| MS juniorů         |            |            |            | 2.         |            |            |            |            |            |            |
| ME juniorů         | 3.         | 2.         | 3.         | —          | —          |            |            |            |            |            |

### Bez rozdílu vah
| Turnaj             | 1987 | 1988 | 1989 | 1990 | 1991 | 1992 | 1993 | 1994 | 1995 | 1996 |
| Turnaj             | 19   | 20   | 21   | 22   | 23   | 24   | 25   | 26   | 27   | 28   |
| ------------------ | ---- | ---- | ---- | ---- | ---- | ---- | ---- | ---- | ---- | ---- |
| Mistrovství světa  | —    |      | —    |      | —    |      | —    |      | 1.   |      |
| Mistrovství Evropy | —    | —    | —    | —    | 1.   | —    | —    | 1.   | —    | 1.   |